# Janina Turek
Janina Turek, z domu Gurtler, (ur. 21 listopada 1921, zm. 12 listopada 2000 w Krakowie) – polska kronikarka, autorka jednego z najdłuższych zapisów faktologicznych na świecie.

## Życiorys
Matka, Marianna Gąsiorska, miała 42 lata gdy Janina przyszła na świat. Zajmowała się prowadzeniem domu. Ojciec Teofil Gurtler był urzędnikiem. Do pensji dorabiał ucząc rysunku. Z zamiłowaniem malował obrazy kopiując mistrzów Jacka Malczewskiego, Józefa Chełmońskiego, Bronisławę Rychter Janowską. Janina uczęszczała do żeńskich szkół powszechnych w Krakowie. Za dobre wyniki w nauce otrzymywała książki, których czytanie i analizowanie wkrótce stało się jej pasją. Podczas okupacji niemieckiej boleśnie przeżyła zamknięcie przez Niemców biblioteki publicznej. Wojna 1939 nie dała jej możliwości przystąpienia do matury i podjęcia studiów farmakologicznych. Mieszkała z rodziną w Krakowie przy ul. Słonecznej 4 (obecnie B. Prusa). Po ślubie z Czesławem Turkiem w listopadzie 1941 w kaplicy klasztoru Norbertanek na Salwatorze, nowożeńcy zamieszkali przy ul. Moniuszki. W lutym 1943 Gestapo aresztowało męża Janiny. Była wtedy w 5 miesiącu ciąży. Mąż został przewieziony do więzienia na Montelupich, a potem do niemieckiego obozu zagłady Auschwitz-Birkenau. W owym roku Niemcy przesiedlili rodzinę Janiny na ul. Parkową 6 w dzielnicy Podgórze, gdzie mieszkała do śmierci. Mieszkanie dzieliła z innymi lokatorami. W 1943 roku przyszedł na świat jej syn Lesław. Pomimo złych warunków bytowych i trudnej sytuacji Janina Turek nie poddała swojej pasji czytania i pisania. W 1943 zaczęła tworzyć faktografię – szczegółowy opis jej życia codziennego wedle kilkunastu skrupulatnie egzekwowanych reguł. Dzieło to kontynuowała przez 57 lat, aż do śmierci w 2000 roku.
W 1945 umarł jej jedyny brat Ignacy. W tym samym roku z obozu zagłady wrócił mąż Czesław. W roku 1947 przyszedł na świat jej syn Jerzy, a w 1951 córka Ewa. Po rozwodzie z mężem w 1958 Janina pracowała najpierw jako kasjerka w sklepie spożywczym, potem jako urzędniczka w okienku na poczcie, a w końcu jako sekretarka w biurze. Janina Turek przez całe życie nierozerwalnie była związana z Krakowem.

## Twórczość

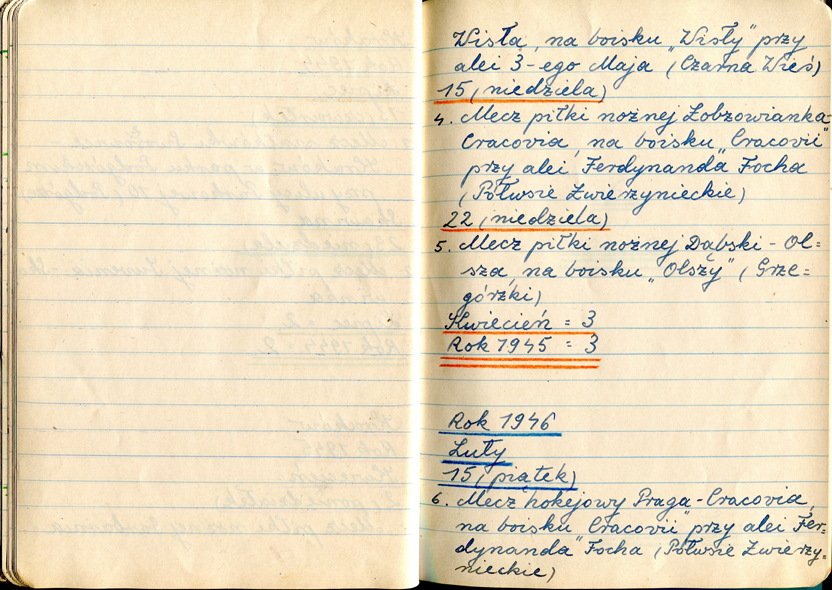
Jeden z 745 zeszytów Janiny Turek

Janina Turek nie była związana z żadnym środowiskiem literackim ani ruchem politycznym. Z tego względu działalność Janiny Turek może być rozpatrywana w kategorii sztuki marginesu i art brut, gdzie działalność estetyczna i artystyczna toczy się poza ramami i konwencjami sztuki głównego nurtu, często w odosobnieniu. W ciągu życia autorki jej działalność pozostawała tajemnicą. Dopiero po śmierci dzieło jej życia ujrzało światło dzienne. Na dzieło składa się 745 zeszytów z 410 000 konsekwentnie zapisanymi i skategoryzowanymi faktami z życia codziennego. Janina Turek podzieliła swoje życie na 33 kategorie. Każdy wpis ma datę, nazwę dnia, kolor oraz kolejny numer. Wszystkie wpisy są podsumowane miesięcznie i rocznie. Każdy rok ma kolor powtarzający się co dziesięć lat. Każdy zeszyt ma podpis, numer i podnumer. Pomysł spisu faktów nie zrodził się nagle. Turek od 1939 prowadziła skrupulatny "Pamiętnik raczej Dziennik", w którym wyraża obawę niemożności zapisania wszystkiego co pragnęłaby utrwalić na papierze. Dopiero w 1943 zaczyna swoją faktografię. W swoim spisie uwieczniła m.in. 15 786 posiłków z dokładnym opisem produktów, 84 523 osób widzianych mimochodem, 23 397 osób spotkanych przypadkowo, 36 822 osób, które ją odwiedziły, 1922 osób z którymi się umówiła, 38 196 rozmów telefonicznych, 44 453 otrzymanych prezentów, 26 683 prezentów ze szczegółowym opisem (np. polny kwiatek, jedna pomarańcza), 3 517 książek i czasopism, 70 042 filmów i programów TV).